# ازدواج ماریا براون
ازدواج ماریا براون (آلمانی: Die Ehe der Maria Braun) فیلمی در ژانر درام و هنری به کارگردانی راینر ورنر فاسبیندر است که در سال ۱۹۷۹ منتشر شد.

## خلاصه فیلم
فیلم داستان زنی آلمانی را روایت می کند که در آخرین روزهای جنگ جهانی دوم با یک سرباز ازدواج می کند.همچنین فیلم زندگی سخت مردم پس از جنگ جهانی دوم را به تصویر می کشد...

## بازیگران
- هانا شیگولا در نقش ماریا براون
- کلاوس لوویچ در نقش هرمان براون
- ایوان دسنی در نقش کارل اسوالد
- گوتفرید جان در نقش ویلی کلنتسه
- هارک بوم در نقش سنکنبرگ
- جورج برد در نقش بیل
- گونتر لامپرشت در نقش هانس وتسل
- کلاوس هولم در نقش دکتر
- گونتر کاوفمان در نقش آمریکایی در قطار
- پیتر مرتسهایمر